# Panachraesta
Panachraesta Simon, 1900 è un genere di ragni appartenente alla Famiglia Salticidae.

## Distribuzione
L'unica specie oggi nota di questo genere è un endemismo dello Sri Lanka.

## Tassonomia
A dicembre 2010, si compone di una sola specie:
- Panachraesta paludosa Simon, 1900[2] — Sri Lanka